# Мавзолей Сайфеддина Бохарзи
Мавзолей Сайфеддина Бохарзи — остаток некогда обширного культового комплекса у могилы ученика Нажм ад-дина Кубра, популярного шейха, поэта и богослова, Сайфеддина Бохарзи, жившего в 1190—1262 годах. Расположен в загородной местности Фатхабад, к востоку от средневековой Бухары (Узбекистан).

## История
Целый квартал рабада здесь занимали ханака, в которой бедняки и больные жили на средства, завещанные богатыми филантропами. Рядом с почитаемым захоронением в 1358 году был возведен мавзолей Буян-Кули-хана, а в конце XIV века — Мавзолей Сайфеддина Бохарзи, построенный на месте древней усыпальницы. Портал мавзолея предположительно относится к XVI веку.
В гур-хане ранее находилось надгробие, облаженное деревянным футляром, представляющим шедевр художественной резьбы и раскраски по дереву (XVI век).
В середине XX века здание дало большие трещины, после чего его корпус и купола были скреплены железным каркасом.

## Архитектура
Двухкупольная усыпальница, состоящая из собственного места захоронения, отмеченного надгробием (гур-хана), и молельней-мечетью (зиарат-хана). Портал мавзолея флакирован башнями. Снаружи над гладкими плоскостями кирпичных стен возвышаются яйцевидной формы купола с кирпичными выступами-щипами., характерными для оформления внешних поверхностей бухарских садов, и верхняя часть портала, прорезанная аркатурой-раваком. Белая ганчевая штукатурка покрывает стены, арки, купола.
При общей высоте мечети, почти в два раза превышающей её ширину (12 метров), система подкупольных переходов, начиная на высоте 4,7 метров от пола, занимает половину общей высоты помещения. Хотя в интерьере преобладает вертикальный строй архитектурных форм, ощущение громоздкости принятой системы при этом не исчезает.
Внутренний мавзолей освещается через окна, проделанные в барабанах высоких куполов.